# Люк (Мэриленд)
Люк (англ. Luke) — город в округе Аллегейни в штате Мэриленд в Соединённых Штатах Америки.
Согласно данным переписи населения США 2020 года число жителей города 
составляло 85 человек.

## История
Люк был основан в начале 1770-х годов после образования округа Хампшир в Западной Виргинии (в то время части Виргинии) в 1757 году. Среди первых прибывших поселенцев были братья Генри и Томас Дэвис, которые основали лесопильный завод на месте, где сейчас находится город Люк. Завод обеспечивал шпалы для железной дороги Балтимор и Огайо, которая прокладывала свои рельсы на запад через Пьемонт.
Когда строительство железной дороги приостановилось в 1880-х годах, братья Дэвис продали свою собственность Уильяму Люку, который основал там бумажную фабрику Piedmont Pulp and Paper Company со своими сыновьями в 1888 году (отсюда и название города). 
13 января 1964 года близ горы Савидж, произошла катастрофа бомбардировщика B-52 ВВС США, который перевозил две термоядерные бомбы; они были найдены «относительно неповрежденными среди обломков» и через два дня эвакуированы с места крушения; в случае детонации одной из бомб при падении самолёта, Люк попал бы в зону поражения, как и находящиеся рядом населённые пункты Бартон, Лонаконинг, Мидленд и др.

## География
Город расположен находится на внутренней стороне изгиба реки Северный Потомак между Уэстернпортом и Блумингтоном.
Согласно данным Бюро переписи населения США, общая площадь города Люк составляет 0,31 квадратных миль (0,80 км2), из которых 0,27 квадратных миль (0,70 км2) приходится на сушу и 0,04 квадратных мили (0,10 км2) на водную поверхность.